# Carisey
Carisey település Franciaországban, Yonne megyében. Lakosainak száma 375 fő (2022. január 1.). Carisey Villiers-Vineux, Dyé, Flogny-la-Chapelle és Méré községekkel határos.

## Népesség
A település népességének változása:
| Lakosok száma | 371  | 365  | 355  | 357  | 360  | 362  | 364  | 375  |
|               | 2013 | 2015 | 2017 | 2018 | 2019 | 2020 | 2021 | 2022 |